# Peniocereus guatemalensis
Peniocereus guatemalensis är en kaktusväxtart som först beskrevs av Nathaniel Lord Britton och Joseph Nelson Rose, och fick sitt nu gällande namn av David Richard Hunt. Peniocereus guatemalensis ingår i släktet Peniocereus och familjen kaktusväxter. Inga underarter finns listade i Catalogue of Life.